# Epanthidium paraguayense
Epanthidium paraguayense is een vliesvleugelig insect uit de familie Megachilidae. De wetenschappelijke naam van de soort is voor het eerst geldig gepubliceerd in 1908 door Schrottky.